# GPU-Z
GPU-Z — це безкоштовна прикладна програма для відображення технічної інформації про графічний процесор персонального комп'ютера, що працює під ОС Microsoft Windows.